# Seznam členů České národní rady po volbách v roce 1986
Toto je seznam poslanců České národní rady po volbách v roce 1986.

## Abecední seznam poslanců
Včetně poslanců, kteří nabyli mandát až dodatečně při doplňovacích volbách (po rezignaci či úmrtí předchozího poslance). V závorce uvedena stranická příslušnost. Symbolem K jsou označeni poslanci, kteří byli do ČNR kooptování v rámci procesu kooptací v letech 1989-1990.

### A–H
- JUDr. Čestmír Adam (ČSS)
- doc. RSDr. Ladislav Adamec, CSc. (KSČ)
- František Adámek K (KSČ)
- Ing. Václav Anděl, CSc. (ČSL)
- František Antony (KSČ)
- prof. MUDr. Vladimír Balaš, DrSc. (KSČ)
- Eva Baňařová (bezpartijní)
- MUDr. Václav Bedřich K (bezpartijní)
- Milan Bekárek (ČSL)
- Marek Benda K (bezpartijní, resp. OF)
- Václav Berenreiter (KSČ)
- Ing. Václav Běžel (KSČ)
- Karel Biňovec K (bezpartijní)
- Josef Blín (bezpartijní)
- Přemysl Bohdálek (ČSS)
- PaedDr. Miroslav Braný K (bezpartijní)
- RSDr. Jiří Brejha (KSČ)
- Josef Brisuda (KSČ)
- Radovan Brychta K (bezpartijní)
- Václav Burian (KSČ)
- Martin Bursík K (bezpartijní)[2]
- MVDr. Oldřich Burský (ČSS)
- Ing. Miroslav Caha (KSČ)
- Ladislav Cepl (bezpartijní)
- Jiří Cibelius (KSČ)
- Marie Cmíralová (bezpartijní)
- Milan Čaja (bezpartijní)
- Jana Čepičková (KSČ)
- MUDr. Marcela Černá (KSČ)
- Ing. Jiří Čurda (KSČ)
- Olga Divilová (KSČ)
- Ing. Viktor Dobal K (bezpartijní)
- Ludmila Dobrozemská (KSČ)
- Milan Dohnal (KSČ)
- Vojtěch Dohnal K (bezpartijní)
- Danuše Dohnalová (KSČ)
- Ladislav Doležal (KSČ)
- MUDr. Josef Domas (bezpartijní)
- Jiří Dona (KSČ)
- Alena Dondová (bezpartijní)
- Ing. Vlastimil Doubrava K (bezpartijní)
- Milan Duda (KSČ)
- Eliška Dvořáková (bezpartijní)
- Libuše Faltýnková (bezpartijní)
- Jiří Fiedor K (bezpartijní)[3]
- Věra Fišerová (bezpartijní)
- Jiří Fleyberk (ČSS)
- Marie Flídrová (bezpartijní)
- Hana Fuchsová (KSČ)
- RSDr. Václav Hájek (KSČ)
- Rostislav Hakl K (KSČ)
- Marie Halamová (bezpartijní)
- MUDr. Eva Hálková, CSc. (KSČ)
- Gertruda Hambalčíková (KSČ)
- RSDr. Emilian Hamerník (KSČ)
- Alena Hanzlová (ČSS)
- MUDr. Jaroslav Henzl (ČSS)
- Walter Herrgesell (KSČ)
- Zlatuše Hladíková (KSČ)
- Jan Hluší (KSČ)
- František Hofman (KSČ)
- Ing. Karel Holomek K (bezpartijní)
- Mgr. Jiří Honajzer K (bezpartijní)
- Bohuslav Horáček (KSČ)
- Libuše Horáková (KSČ)
- Zdeněk Horčík (KSČ)
- Ing. Josef Hrabaň (ČSS)
- Bohuslav Hubálek K (bezpartijní, resp. OF)
- Helena Hynková K (KSČ)[4]

### CH–R
- Ing. František Chabičovský (KSČ)
- Jarmila Chmelaříková (bezpartijní)
- Ing. Jaroslav Chrobák (KSČ)
- Ing. Pavel Chudoba (KSČ)
- Karel Chýlek (KSČ)
- Miroslav Janota (KSČ)
- JUDr. Ivana Janů K (ČSL)
- Marie Jarošová (KSČ)
- Ing. Josef Jehlička (KSČ)
- Václav Jireček (KSČ)
- Ing. Josef Jung (KSČ)
- Vítězslav Jurásek K (KSČ)
- Ing. Jiří Kabát (KSČ)
- Amálie Kadlčíková (KSČ)
- JUDr. Jan Kalvoda K (bezpartijní, resp. OF)
- Ing. Josef Kaňa (ČSL)
- JUDr. Ing. Jiří Karas K (ČSL)
- Jaroslav Karbaš (ČSL)
- Ing. Jan Kasal K (ČSL)
- prof. Ing. Josef Kempný, CSc. (KSČ)
- Ing. František Kincl (KSČ)
- Josef Klíma (KSČ)[5]
- Ing. Miloš Klíma (KSČ)
- doc. JUDr. Milan Klusák, CSc. (KSČ)
- Anna Kocurová (bezpartijní)
- Ing. Jan Koláčný, CSc. (KSČ)
- Ing. Jaroslav Kolařík, CSc. (ČSL)
- Jana Kolbabová (KSČ)
- MUDr. Marie Kolomazníková K (bezpartijní)
- Anna Konečná (bezpartijní)
- Anna Kopecká (KSČ)
- Jaroslav Kopenec (KSČ)
- Josef Korčák (KSČ)
- Ing. Miroslav Kordiak (KSČ)
- Karel Kostka (KSČ)
- Jan Kotvald (bezpartijní)
- Mária Koudelová (KSČ)
- Olga Koukalová (KSČ)[6]
- Josef Kovalčuk K (bezpartijní)
- Bohumil Kozák (ČSL)
- František Kozák (bezpartijní)
- Ing. Jiří Krátký (ČSS)
- Petr Krátký (bezpartijní)
- MUDr. Jaroslav Kraus K (bezpartijní)
- Mgr. Ing. Michal Kraus, Ph.D., MBA (KSČ)
- Ing. Zdeněk Krč, CSc. (KSČ)
- Josef Krejčí K (ČSL)
- Luboš Krejčíř K (bezpartijní)
- Ing. Pavel Krubl (bezpartijní)
- Vladislav Krumer (KSČ)
- Pavel Krystyník (ČSL)
- JUDr. Stanislav Křeček K (ČSS)
- Naděžda Křenová (KSČ)
- PhDr. Karel Kříž K (bezpartijní)
- JUDr. František Kubát (KSČ)
- Rudolf Kuběna (KSČ)
- Jan Kubišta (KSČ)
- Jana Kučerová (bezpartijní)
- Miloš Kulovaný (KSČ)
- Stanislav Kuna (ČSL)
- Pavel Kutiš (bezpartijní)
- Jana Lacinová (KSČ)
- Bohumil Ladislav (KSČ)
- Hana Lagová (KSČ)
- Ing. Vladimír Laštůvka K (bezpartijní)
- Josef Lesák K (ČSS)
- Ladislav Liška (KSČ)
- Eva Lišková (bezpartijní)
- MUDr. Petr Lom, CSc. K  (bezpartijní, resp. OF)
- Stanislav Loutchan (KSČ)
- Marie Lubinská (KSČ)
- Marcela Manhartová (KSČ)
- PhDr. Oskar Marek (KSČ)
- František Marienko (KSČ)
- Ing. PhDr. Josef Marušák, genpor. CSc. (KSČ)
- JUDr. Hana Marvanová K (bezpartijní, resp. OF)
- Jiří Maryška (bezpartijní)
- František Mařas (KSČ)
- Jaromír Mašek (ČSS)
- Jaroslav Matějka K (bezpartijní)
- RSDr. Josef Matějka (KSČ)
- Vlasta Matějková (KSČ)
- RSDr. Jindřich Matyáš (KSČ)
- prof. JUDr. Josef Mečl, CSc. (KSČ)
- Ing. Josef Meier (ČSL)
- Václav Michalec (KSČ)
- Ing. Vladimír Mikan K (bezpartijní, resp. OF)
- Alena Miková (KSČ)
- Miroslav Mírný K (bezpartijní)[7]
- RSDr. Vasil Mohorita (KSČ)
- MUDr. Jaroslava Moserová, DrSc. K (bezpartijní)
- RSDr. Milan Mráz (KSČ)
- Ing. Miroslav Mrázek (KSČ)
- Helena Němcová K (bezpartijní)
- RNDr. Miroslava Němcová (KSČ)
- PhDr. Jindřich Němčík K (bezpartijní)
- Jiří Němec (KSČ)
- doc. RNDr. Miroslav Němec, CSc. (bezpartijní)
- Petr Nepraš (KSČ)
- Vladislav Niedoba (bezpartijní)
- JUDr. Jiří Novák K (bezpartijní)
- Ing. Libor Novák K (bezpartijní)
- Miroslav Novotný (KSČ)
- Otakar Novotný (KSČ)
- Antonín Očenášek (KSČ)
- RSDr. Alois Olšan (KSČ)
- Ing. Bohuslav Olšan (KSČ)
- Jan Onderka (bezpartijní)
- Jana Opatrná (bezpartijní)
- Vítězslav Otruba K (KSČ)[8]
- JUDr. Ivo Palkoska K (bezpartijní)
- Jiří Paslawski (KSČ)
- Josef Pátek (KSČ)
- Ing. Josef Pavela K (ČSL)
- Květoslav Pazderník (ČSL)
- Viktor Pázler (KSČ)
- Martin Pecina K (bezpartijní)
- RSDr. Josef Pelikán (KSČ)
- Pavel Peška K (bezpartijní)
- Ing. Josef Píro (ČSS)
- Jaromír Plíva (KSČ)
- Josef Podlešák (KSČ)
- Karla Pochová (ČSS)
- Jitka Postlová (KSČ)
- Ing. Václav Povolný K (bezpartijní)
- RSDr. Norbert Požár (KSČ)
- Josef Prchal (KSČ)
- prof. MUDr. Jaroslav Prokopec, CSc. (KSČ)
- Ing. Jiří Prošek (KSČ)
- Ing. Josef Prudík (KSČ)
- František Přibyl (KSČ)
- RSDr. Václav Pudil (KSČ)
- Ing. Stanislav Rázl (KSČ)
- Václav Reinberg (KSČ)
- JUDr. Anna Röschová K (bezpartijní)
- prof. RNDr. Bohumír Rosický, DrSc. PhMr. (KSČ)
- Josef Rota (KSČ)
- Jiří Rubín K ČSL)
- Emílie Říhová (KSČ)

### S–Z
- Jaroslav Samek (ČSL)
- akad. arch. Jan Sapák K (bezpartijní)
- Josef Sedláček (ČSS)
- Jaroslav Schuster (KSČ)
- Jan Sivák (KSČ)
- Ing. František Skácel (KSČ)
- JUDr. Alois Skoupý (KSČ)
- Aleš Slavík K (bezpartijní)
- Ing. Marie Sobotová (ČSL)
- Ing. Zdeněk Spousta K (bezpartijní)
- Hana Stará (bezpartijní)
- Jiří Starý (KSČ)
- doc. RNDr. Marie Stiborová, CSc. (KSČ)
- Vladimír Struska K (bezpartijní)
- MUDr. Rudolf Střítecký K (bezpartijní)
- Jiřina Sůvová (KSČ)
- Marie Svobodová (bezpartijní)
- Miluše Svobodová (KSČ)
- MUDr. Martin Syka K (bezpartijní)[9]
- Jaroslav Šafařík (ČSS)
- Milan Šebor (KSČ)
- Ing. Josef Šedivý K (ČSL)
- Jaroslava Šenková (bezpartijní)
- Ing. Miroslav Šenkýř (KSČ)
- Olga Škarydková (KSČ)
- Jan Škoda (ČSS)
- MUDr. Vladimír Škoda K (ČSS)
- Jan Škrobánek (ČSL)
- RSDr. Václav Šlapák (KSČ)
- RSDr. Jaroslav Šlézar, CSc. (KSČ)
- Ing. Miroslav Šlouf (KSČ)
- Marie Šmotková (bezpartijní)
- Ing. František Šrámek (KSČ)
- Hana Šrédlová (KSČ)
- Ing. František Štefan (KSČ)
- Vratislav Štěpánek (bezpartijní)
- Jarmila Štěpničková (ČSS)
- Miroslav Štorkán (KSČ)
- Josef Šůral (KSČ)
- Vlasta Šustrová (KSČ)
- Alois Švrček (KSČ)
- Ing. Jaroslav Tlapák (KSČ)
- Václav Trejbal (KSČ)
- Hana Trojanová (bezpartijní)
- Ing. Vladislav Třeška, CSc. (KSČ)
- Karel Tuček K (bezpartijní)
- Ing. Čeněk Tvrdoň K (bezpartijní)
- RSDr. Karel Urbánek (KSČ)[10]
- Ing. Jan Uřičář (bezpartijní)
- RSDr. Miloslav Vacík (KSČ)
- Anna Váchalová K (KSČ)[11]
- Eva Vajčnerová,  viz Eva Baňařová
- Alois Válek K (bezpartijní)
- Vlastislav Valtr K (bezpartijní, resp. OF)
- Ing. Břetislav Vařečka (KSČ)
- Zdenka Vašíčková (KSČ)
- PhDr. Jiří Vlach K (bezpartijní, resp. OF)
- PhDr. Stanislav Volák K (bezpartijní)
- Oldřich Voleník (KSČ)
- Miroslava Voleská (bezpartijní)
- Ing. Josef Vondráček K (bezpartijní)
- doc. Milan Vondruška (KSČ)
- František Vrbka (ČSL)
- Rostislav Vysloužil (KSČ)
- Tadeusz Wantula K (bezpartijní)
- Miroslava Zajebalová (bezpartijní)
- Antonín Zicha (KSČ)
- Jana Zimová (KSČ)
- Ing. Leopold Zubek K (bezpartijní)